# Mario Wohlwend

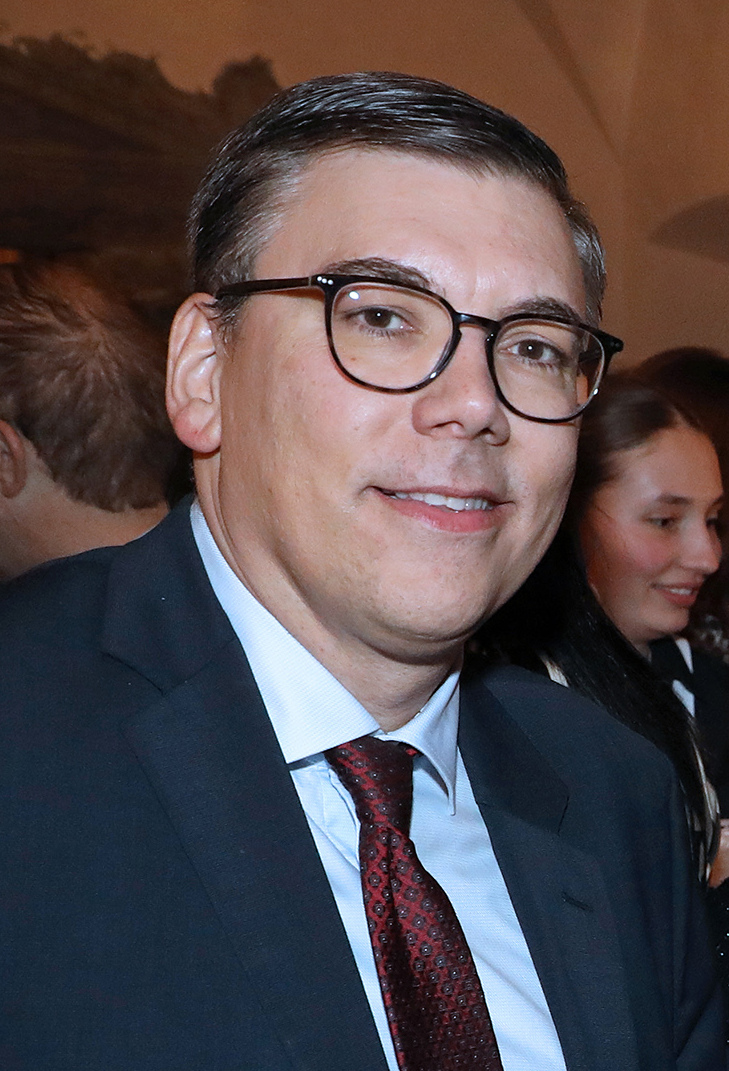
Wohlwend (2025)

Mario Wohlwend (* 12. Januar 1973 in Chur) ist ein liechtensteinischer Politiker (VU). Seit 2025 ist er stellvertretender Abgeordneter des liechtensteinischen Landtag. Zuvor war er dort bereits von 2017 bis 2025 Abgeordneter.

## Biografie
Wohlwend stammt aus Ruggell. Seit 2000 ist er als Berufsbildner für Konstrukteure bei der Hilti AG tätig. Zuvor war er Berufsfachschullehrer für Berufskunde im Berufs- und Weiterbildungszentrum Buchs (BZB) in Buchs SG. Nach seiner Weiterbildung zum Lehrlingsausbildner SVEB 1 schloss er einen Master of Advanced Studies als Wirtschaftsingenieur ab.
2011 wurde Wohlwend für Vaterländische Union in den Gemeinderat von Ruggell gewählt. Diesem gehörte er für eine Legislaturperiode von 2011 bis 2015 an. Als der bisherige Gemeindevorsteher von Ruggell, Ernst Büchel (FBP), 2015 nicht mehr antrat, kandidierte Wohlwend für die Vaterländische Union bei der Wahl um dessen Nachfolge. Er unterlag jedoch Büchels Parteikollegin Maria Kaiser-Eberle. Bei der Landtagswahl in Liechtenstein 2017 wurde er für die Vaterländische Union in den Landtag gewählt. 2021 konnte Wohlwend sein Landtagsmandat verteidigen. 2023 kandidierte er erneut für das Amt des Gemeindevorsteher von Ruggell, unterlag dem FBP-Kandidaten Christian Öhri mit 45,4 % zu 54,6 % der abgegebenen Stimmen. Bei der Landtagswahl in Liechtenstein 2025 wurde er zum stellvertretenden Abgeordneter gewählt.
Am 5. August 2000 ging Wohlwend die Ehe mit Silke Bischof (* 30. April 1975) ein. Aus der Ehe gingen zwei Kinder hervor, ein Sohn und eine Tochter.